# Atlaua

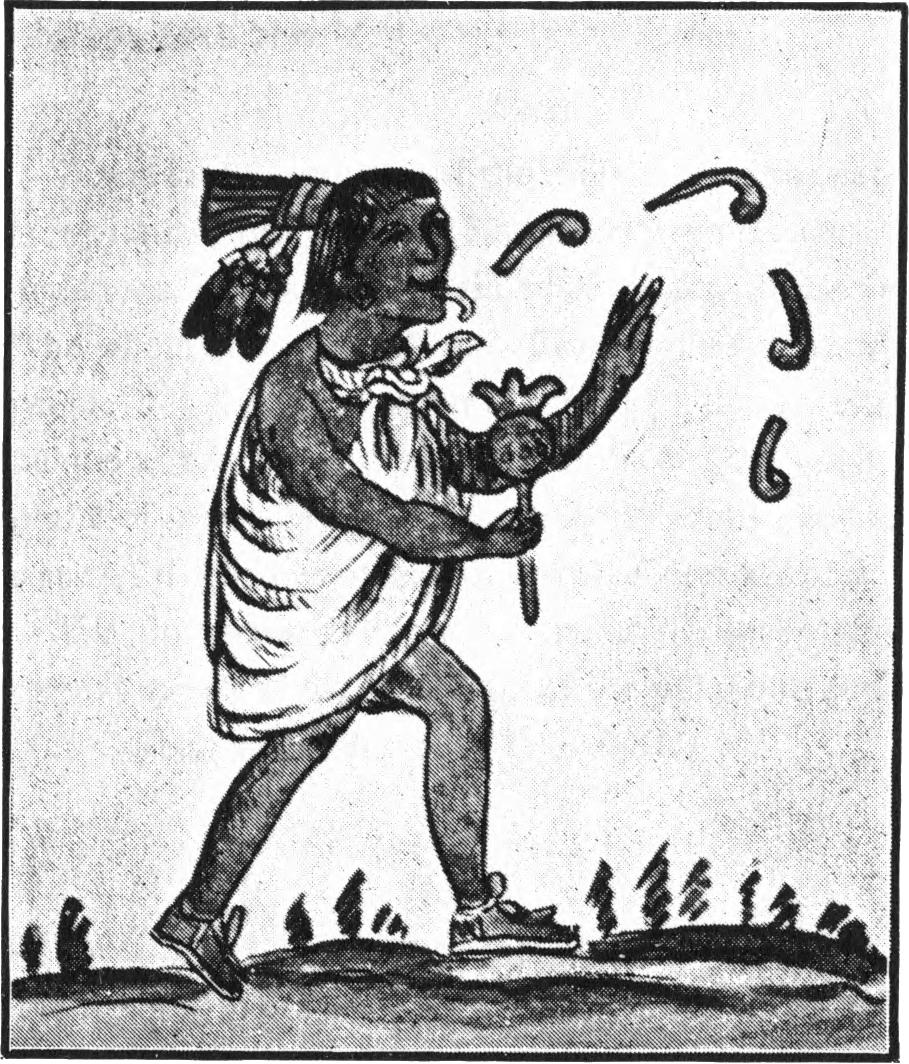
Atlaua într-o ilustraţie din Rig Veda Americanus, o carte din 1890 cu literatură aborigenă americană

Atlaua sau Atlahua în mitologia aztecă era zeița apei, protectoarea pescarilor și a arcașilor. Erau cel puțin 4 temple închinate ei, cel mai înalt se presupune că avea peste 200 de metri înălțime. Aztecii se rugau la zeița Atlaua atunci oamenii mureau înecați, așa cum s-a întâmplat când Hernán Cortés a cucerit Tenochtitlan (vechea capitală azteca de pe lac, acum Mexico City), iar lacul a fost declarat a fi plin de capete plutitoare și cadavre.